# Jan Vilém Wurmbrand-Stuppach
Jan Josef Vilém hrabě Wurmbrand-Stuppach (německy Johann Joseph Wilhelm Reichsgraf von Wurmbrand-Stuppach) (18. února 1670 Štýrský Hradec – 17. prosince 1750 Vídeň) byl rakouský šlechtic, diplomat a státník ve službách Habsburků. Od mládí se uplatňoval v diplomacii, proslul jako uznávaný odborník na právo ve Svaté říši římské. S krátkou přestávkou zastával řadu let funkci prezidenta říšské dvorní rady (1728–1742, 1745–1750) a byl nositelem Řádu zlatého rouna. V oboru práva se uplatnil také jako spisovatel, vynikl také jako genealog.

## Životopis

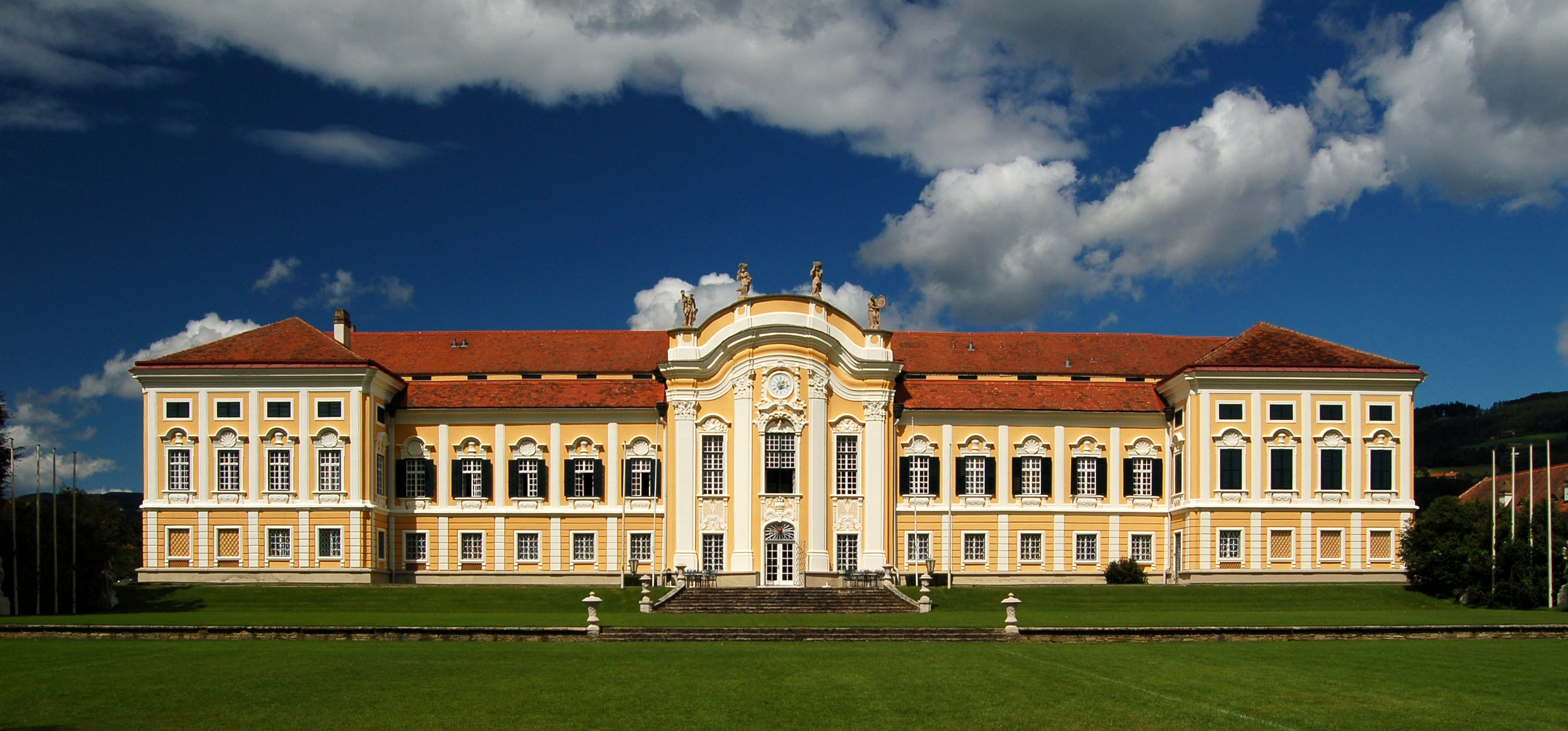
Zámek Schielleiten (Štýrsko), hlavní rodové sídlo v 18. století

Pocházel z rakouského šlechtického rodu Wurmbrandů, který byl v roce 1682 povýšen do hraběcího stavu. Narodil se jako nejstarší syn Jana Eustacha Wurmbranda (1642–1686) a jeho manželky Marie Isabely, rozené baronky Speidelové z Vatersdorfu (1647–1708). Během kavalírské cesty po evropských zemích studoval práva na univerzitách v Lipsku a Utrechtu. V Nizozemí nakonec pobýval několik let a s Dominikem Ondřejem z Kounic se zúčastnil mírových jednání v Rijswijku. V roce 1697 byl jmenován členem říšské dvorní rady a v roce 1701 získal se svými mladšími bratry říšský hraběcí titul s nárokem na oslovení Hoch- und Wohlgeboren (vysoce urozený). Rodině Wurmbrandů náležel také čestný dědičný úřad nejvyššího kuchmistra ve Štýrsku. Jako říšský dvorní rada zastupující protestantskou šlechtu pobíral apanáž ve výši 1000 zlatých ročně. Vynikl jako odborník na říšské právo především ve vztahu k italským zemím. V roce 1708 byl potvrzen ve funkci Josefem I. a zároveň obdržel hodnost císařského komorníka. V roce 1711 se s Arnoštem Bedřichem Windischgrätzem zúčastnil volby Karla VI. římským císařem ve Frankfurtu. Od Karla VI. obdržel v roce 1716 titul tajného rady.
Teprve v roce 1722 s celou rodinou přestoupil na katolickou víru, což mu umožnilo další vzestup ve službách Habsburků. V roce 1722 byl jmenován skutečným tajným radou a viceprezidentem říšské dvorní rady, během dlouhého pobytu Karla VI. v Čechách v roce 1723 řídil z Vídně zahraniční i domácí politiku habsburské monarchie. Působil také jako diplomat v Berlíně, kde přispěl ke spojenectví s Pruským královstvím, které však trvalo jen krátce. Od roku 1728 byl prezidentem říšské dvorní rady a v roce 1739 obdržel Řád zlatého rouna. Po smrti Karla VI. měl být znovu vyslancem u volby císaře ve Frankfurtu, ve složitých poměrech války o rakouské dědictví ale setrval ve Vídni a po zvolení císaře Karla VII. z bavorského rodu Wittelsbachů rezignoval na funkci prezidenta říšské dvorní rady (1742). Po předčasném úmrtí Karla VII. a konsolidaci poměrů v Říši ve prospěch Habsburků byl znovu uveden do funkce prezidenta říšské dvorní rady a v roce 1745 se zúčastnil volby Františka Štěpána Lotrinského novým císařem. Nabídku od Marie Terezie na povýšení do knížecího stavu odmítl. V čele říšské dvorní rady setrval až do své smrti v roce 1750. Zemřel v prosinci 1750 ve Vídni ve věku osmdesáti let, pohřben byl ve vídeňském kostele augustiniánů.
V soukromí se od mládí zajímal o genealogii a v roce 1705 vydal spis Collectanea genealogico-historica, ex archivo in clytorum Austriae inferioris statuum, v němž zpracoval genealogii 71 rakouských šlechtických rodů. Díky tomu bývá označován za otce moderní rakouské genealogie.

## Majetkové a rodinné poměry

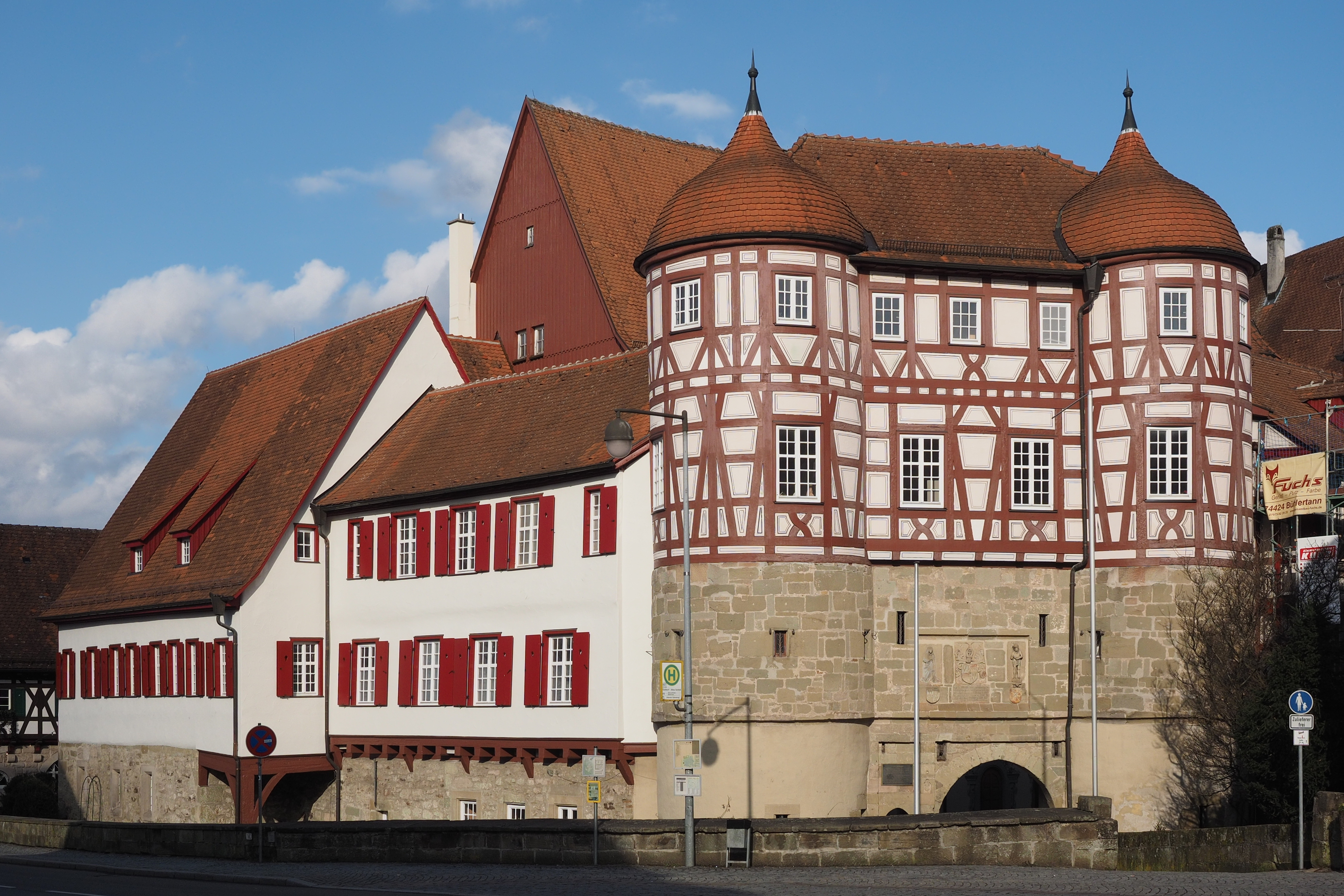
Zámek Gaildorf (Bádensko-Württembersko), dědictví po rodu Limpurgů

Vlastnil několik panství v rakouských zemích a také v Německu. Jeho hlavním sídlem se stal zámek Schielleiten ve Štýrsku postavený v letech 1720–1730 pod zříceninou starého hradu. Výstavbou honosného barokního paláce se ale zadlužil a zámek nebyl nikdy dokončen v plánovaném rozsahu. Původním sídlem Wurmbrandů ve Štýrsku byl hrad Neuhaus, který však v této době byl již opuštěn. Když jako prezident říšské dvorní rady trvale přesídlil do Vídně, koupil od knížete Adama Františka Schwarzenberga zámek Hirschstetten (dnes vídeňská čtvrť Donaustadt). Za čerstvě dokončené letní sídlo zaplatil 20 000 zlatých a zámek později ještě rozšířil přístavbou kaple. Díky druhému sňatku rozšířil svůj majetek o statky v Říši, kde získal zámek Gaildorf v dnešním Bádensku-Württembersku.
Byl celkem pětkrát ženatý. Poprvé se oženil v roce 1694 s baronkou Zuzanou von Prösing und Stein (1673–1700). Jeho druhou manželkou se v roce 1700 stala hraběnka Juliana Dorothea von Limpurg (1677–1734), která byla spoludědičnou říšského hrabství Limpurg. Díky tomu získal Jan Josef Vilém zámek Gaildorf a v roce 1726 byl uveden do říšského kolegia franckých hrabat. Jako dvojnásobný vdovec se v roce 1735 oženil s hraběnkou Marií Dominikou ze Starhembergu (1710–1736), která však zemřela již o rok později a Jan Josef Vilém si pak ještě v roce 1736 vzal za manželku její starší sestru Marii Bonaventuru (1708–1740). Obě sestry byly dcerami významného politika hraběte Gundakara Tomáše ze Starhembergu. Svůj pátý sňatek slavil Jan Josef Vilém jako sedmdesátiletý v roce 1740 s hraběnkou Marií Annou Auerspergovou (1712–1780).
Z prvního a druhého manželství měl tři dcery, Ester Marii (1696–1775), Annu Kristinu (1698–1763) a Marii Margaretu (1701–1756), které se provdaly do německých rodin Sayn-Wittgensteinů, Leiningenů a Solmsů. Ze třetího manželství pocházel jediný syn a pokračovatel rodu Gundakar Tomáš Wurmbrand-Stuppach (1735–1791).
Jan Vilém měl dvanáct mladších sourozenců, z nichž šest zemřelo v dětství. Z jeho mladších bratrů vynikli Kristián Zikmund (1673–1737) a Kazimír Jindřich (1680–1749), kteří sloužili v císařské armádě a v dynastických válkách první poloviny 18. století dosáhli generálských hodností.